# Daniel Dvořák (lední hokejista)
Daniel Dvořák (* 9. ledna 2000 Hradec Králové) je český lední hokejista hrající na pozici brankáře.

## Život
S hokejem začínal ve svém rodném městě, v celku HC Hradec Králové. Za něj posléze nastupoval jak v mládežnických, tak i juniorských soutěžích. Tou dobou navíc Dvořák patřil ke členům reprezentačních výběrů České republiky. V soutěžním zápase mezi muži se objevil prvně během sezóny 2018/2019, kdy jej královéhradecký klub uvolnil na hostování do HC Stadion Litoměřice. Následující ročník zas hostoval v celku LHK Jestřábi Prostějov. Poté z královéhradeckého celku celou sezónu hostoval v týmu přerovských Zubrů, kde vytvořil brankářskou dvojici s Martinem Holíkem. Pro sezónu 2021/2022 je v rámci hostování uveden na soupisce SC Kolín.